# David Dumville
David Norman Dumville est un médiéviste britannique né le 5 mai 1949 et mort le 8 septembre 2024.

## Biographie
Après avoir mené ses études à l'Emmanuel College de l'université de Cambridge et à l'université Louis-et-Maximilien de Munich, il décroche son PhD à l'université d'Édimbourg en 1976.
Il enseigne à l'université de Swansea de 1975 à 1977 et à l'université de Pennsylvanie de 1977 à 1978, avant de revenir à Cambridge comme lecteur de vieil anglais, vieux norrois et celtique (1977-1991). Il est ensuite lecteur en histoire et culture des îles britanniques au Haut Moyen Âge (1991-1995) et enfin professeur de paléographie et d'histoire culturelle (1995-2005). Depuis 2005, il est professeur d'histoire et de paléographie à l'université d'Aberdeen.